# ادامز (ویلج)، نیویورک
ادامز (ویلج)، نیو یورک (به انگلیسی: Adams (village), New York) در ایالات متحده آمریکا است که در ایالت نیویورک واقع شده‌است.

## خصوصیات
ادامز ۴٫۰ کیلومترمربع مساحت و ۱٬۷۷۶ نفر جمعیت دارد و ۱۸۷ متر بالاتر از سطح دریا واقع شده‌است.